# ぽぽたん
『ぽぽたん』は、ぷちフェレットより発売された恋愛アドベンチャーアダルトゲームである。また同ゲームを原作としてアニメ版も制作された。

## 概要
ぽぽたんはPCゲームとして2002年12月13日に発売され、その後角川書店（WellMADEブランド）より2004年3月11日に『おしえて!ぽぽたん』としてPlayStation 2に移植された（CERO：18歳以上対象→後に「D 17歳以上対象」へ変更）。また、PC版に追加要素を加えたDVD版『ぽぽたん Po!』も発売された。ファンディスクとして、『ぽぽたんファンディスク いっしょにA・SO・BO』がある（2003年7月11日発売）。
ストーリーのタイプは各キャラクター専用のシナリオへ分岐するマルチエンドタイプ。
また上記のとおりアニメ版が制作され、2003年7月17日から同年10月2日まで12回にわたりBS-iで連続アニメ番組として放送された。なお、このアニメ版は「ぽぽたん」という題名、キャラクターの見た目と名前こそ原作と同じであるがゲームでのプレイヤーである主人公となる男性キャラクターもいないなど、キャラクターの性格や人間関係などの基本設定から世界観に到るまでのほぼ全ての内容が完全に別物のロード・ムービーである。
原作を元にした小説版が2種、書き下ろし単行本として出た。また、アニメ化と平行してアニメ版の内容を元にした漫画も連載された。

## 登場人物

### ゲーム・アニメ版共通キャラクター
声はゲーム（PC・PS2）版 / アニメ版の順。
あい
声 - 藤崎まゆ / 大原さやか
本作の主人公。洋館に住む三姉妹の長女。包容力が高くおっとりした性格で、そしてメガネ（伊達メガネ）をかけている。身体のスタイルが抜群な持ち主であるが、自身のスタイルを「太っている」と気にしているため、それを隠すファッションで過ごしている。白いフェレットの「ウナギ」とよく一緒にいる。テレパスの能力を持ち、これにより生き物全般の気持ちを読むことができ、人間以外との会話も可能となっている。
家事全般に関してはゲーム版とアニメ版で少し異なるが、失敗しやすいことは共通している。
まい
声 - 桜川未央 / 浅野真澄
三姉妹の次女。性格、容姿、ファッションなど活発さが良く表れている。社会性が高く、クラスメイトの付き合いも広い。生活面では家計を含み、あらゆるところを仕切る。嫌いなことは自堕落な事柄全般。
幼いころの初恋の男性の考え方に共感しており、彼が向かった東京の外に自分も行こうと考えている。クリスには、その彼と似たようなものを感じている。ブレスという能力を持ち、激励をかけた人物の能力を上げる力がある。
みい
声 - とろ美 / 桃井はるこ
三姉妹の三女。容姿がかなり幼く見え、精神年齢も同じく幼め。彼女の行動・考え方などは独特なものが多く、その気ままな性格でよく周囲を引っ張りまわす。楽しいことや気持ちいいことに追求するところも多い。メアーとはみいの要求に良く付き合っている間柄で、クリスもその位置に置かれている。趣味の1つに「魔法少女ごっこ」があり、専用の衣装と杖代わりのピコピコハンマーがある。魔法少女ごっこという自称とは別に、実際に治癒能力を持つ。
メアー
声 - 乃田あす実 / 門脇舞
洋館で働くメイド。自身をアンドロイドと称しており無表情で冷静。丁寧な言葉遣いで話し、あいと同様に家事を担当。
三姉妹の能力の秘密を調べるためにクロードが送り出した調査員であり、クリスもそれに付き合う。そして、彼女にはある秘密がある。
小奈美
声 - 春瀬みき / 川上とも子
まいのクラスメイト（ゲーム版、アニメ版共に同じ）。ゲーム版ではクリスとは幼馴染で初恋の相手でもあり、まいの紹介で再会する。活動的な性格で、わいわいと盛り上がれることを好む。アンゲロスというバンドのファンであり、自身もバンドを結成しようと大きく駆け出す。
雫
声 - 長崎みなみ / 宍戸留美
不思議な雰囲気をもった少女。ゲーム版では町の丘にある巨大建造物付近で出会う。彼女も不思議な能力を持つが、その力は三姉妹などのそれらよりも強く、世界の「何か」にも関わっているらしい。
のの
声 - 草柳順子 / 野川さくら
うなぎ
声 - 鳥居花音 / 川澄綾子
あいと一緒にいる白いフェレットのウナギが、とある出来事から洋館を出てから戻ってきたときに幼い人間の女の子になって戻ってきた姿。話し方はやや舌足らず。

### ゲーム版のみのキャラクター
クリス
ゲーム版の主人公。アルバイトを転々として日々を過ごす自堕落な生活を送り、下宿先として3姉妹のいる洋館に行き着く。行き着いた日を境に、様々な人との付き合いを通じて自分を変えていく。もともと進歩や変化を望む素質があり、精霊がそれに呼応する能力をもつ。
木下茂
声 - 東十条
クリスのバイト先のコンビニの店長。
倉居
声 - 谷俊介
音楽プロデューサー。関わったアーティストのほとんどが超大物アーティストになるとして有名。しかし、有名にする代わりに肉体関係を求めるなど、性格は歪んでいる。
クロード
声 - 谷川将
インディーズバンド「アンゲロス」のリーダー。三姉妹の能力を探るためにメアーを送り出したりと、謎の行動も見られる。
ここあ
声 - 綾瀬まゆ

### アニメ版オリジナルキャラクター
大地
声 - 甲斐田ゆき（少年）、鈴村健一（大人）
明日香
声 - 中原麻衣
美幸
声 - 高橋美佳子
キース
声 - 高田祐司
マイ
声 - 川上とも子

## ゲーム版

### あらすじ
これはゲーム版のあらすじである。前述のようにアニメは全く別設定の別作品となっており、物語の共通点は全くない。
現代とは異なる時代に、たんぽぽの綿毛の形状をした巨大な構造物が突き刺さった丘の麓に町があった。そこは「東京」と呼ばれる自然豊かな場所であるが、やや閉鎖的なところでもある。町には他にもよくわからないものが色々あった。
その一角に不思議な雰囲気をもつ洋館があった。洋館は下宿人を募集しており、そこへクリスという青年が訪れた。クリスを出迎えたのは大家である三姉妹「あい」、「まい」、「みい」と1人のアンドロイドメイド「メアー」。彼女らの生活に惹かれたクリスは早速入居を決める事にした。
その日からクリスは、自堕落な生活をしていた自分に変化が起きる出来事に遭遇するようになる。

### スタッフ
- キャラクターデザイン - ぽよよんろっく
- シナリオ - 関隼、岩清水新一、早狩武志
- 音楽 - 樋口秀樹、梶原正裕

### 主題歌
PC・DVD版・PS2版共通
オープニングテーマ「いっちゃえ！ぽぽたん」
作詞・作曲 - 桃井はるこ／編曲 - 小池雅也／歌 - UNDER17
エンディングテーマ「こたえ」
作詞・作曲 - 桃井はるこ／歌 - UNDER17
挿入歌「みいタンの魔法でポン！」
作詞 - 桃井はるこ／作曲・編曲 - 小池雅也／歌 - みい（とろ美）

## アニメ版
2003年7月から10月にかけてBS-iにて全12話が放送された。

### あらすじ（アニメ）
時空を飛び越えながら旅を続けるあい、まい、みいの三姉妹とメイドロボットのメアーの4人がその訪れる先々で出会った人々と交流を重ねていく。三姉妹は理由の分からないまま、一定時間で強制的に時空転移により別の場所に移動させられるという形で旅を続けており年を取ることもできないため、常に自分達の存在意義や人々との交流の是非を自問し苦悩していく。

### スタッフ（アニメ）
- 原作 - ぷちフェレット
- 監督 - 木村真一郎
- シリーズ構成 - 花田十輝
- キャラクター原案 - ぽよよん♥ろっく
- キャラクターデザイン - 桜井はるか
- 総作画監督 - 水上ろんど
- 美術監督 - 桑原悟
- 色彩設計 - 日比野仁
- 撮影監督 - 小澤次雄
- 編集 - 瀬山武司
- 音響監督 - 鶴岡陽太
- 録音 - 矢野さとし
- 音楽 - 手塚理
- プロデューサー - 河野聡、源生哲雄、金庭こず恵、久保田光俊
- アニメーション制作 - シャフト
- 製作 - ぽぽ家

### 主題歌（アニメ）
「ぽぽたん畑でつかまえて」
UNDER17によるオープニングテーマ。作詞・作曲は桃井はるこ、編曲は小池雅也。
「S・U・K・I」
Funtaによるエンディングテーマ。作詞・作曲・編曲はFunta。

### 各話リスト
| 話数 | サブタイトル | 脚本       | 絵コンテ         | 演出              | 作画監督                   | 初放送日       |
| ---- | ------------ | ---------- | ---------------- | ----------------- | -------------------------- | -------------- |
| 1    | ひみつのいえ | 花田十輝   | 木村真一郎       | 木村真一郎        | 水上ろんど 伊藤良明        | 2003年 7月18日 |
| 2    | ともだち     | 玉井☆豪    | 安田賢司         | 山口美浩          | 石井ゆみこ                 | 7月25日        |
| 3    | まほう       | 木村暢     | ワタナベシンイチ | 山口美浩          | 伊藤良明 新井俊行          | 8月1日         |
| 4    | ひとりぼっち | 大久保智康 | 冨永恒雄         | 西村大樹          | 森本浩文                   | 8月8日         |
| 5    | おんせん     | 木村暢     | ワタナベシンイチ | 柳伸亮            | 大河原晴男                 | 8月15日        |
| 6    | ただいま     | 大久保智康 | 東風屋志郎       | 白石道太 江島泰男 | 村山公輔 大塚舞 石井祐美子 | 8月22日        |
| 7    | いえないこと | 花田十輝   | 山崎たかし       | 山崎たかし        | 鷲田敏弥                   | 8月29日        |
| 8    | くりすます   | 木村暢     | しまづ聡行       | 江島泰男          | 宮田奈保美                 | 9月5日         |
| 9    | もういちど   | 玉井☆豪    | ワタナベシンイチ | 白石道太          | 新井俊行 伊藤良明          | 9月12日        |
| 10   | おくりもの   | 大久保智康 | ボブ白旗         | 西村大樹          | 森本浩文                   | 9月19日        |
| 11   | おわかれ     | 玉井☆豪    | しまづ聡行       | 柳伸亮            | 大河原晴男                 | 9月26日        |
| 12   | ぽぽたん     | 花田十輝   | 木村真一郎       | 木村真一郎        | 大塚舞 伊藤良明 水上ろんど | 10月3日        |

### 放送局
| 放送期間                | 放送時間                     | 放送局 | 対象地域 |
| ----------------------- | ---------------------------- | ------ | -------- |
| 2003年7月18日 - 10月3日 | 金曜 0:30 - 1:00（木曜深夜） | BS-i   | 日本全域 |

### 関連番組
ぽぽらじ
ラジオ大阪などで2003年4月から12月まで放送されたラジオ番組。司会はあい役の大原さやか、まい役の浅野真澄、みい役の桃井はるこ。

## 書籍
小説版
- ぽぽたん ひみつのじゅもん（前後編）

著者は佐々宮ちるだ。挿絵はSPIRITE。発行はソフトガレージ。
- ぽぽたん ドキドキ☆LOVE2ウィーク!!

著者は、ゲーム版シナリオ担当の関隼。表紙をぽよよんろっくが、挿絵などを中平凱が担当。発行はエンターブレイン。
アンソロジーコミック
マジキューコミックス（エンターブレイン）として発行。
漫画版
「月刊マガジンZ」に2003年から2004年まで連載された。作画は泉ゆうじろ〜。単行本全2巻。

### 関連書籍
- ぽぽたん ビジュアルファンブック（ソフトバンクパブリッシング）
- ぽぽたん オフィシャルビジュアルコミックアンソロジー（宙出版）

## 逸話
ぽぽたんダンス
『キャラメルダンセン』 (Caramelldansen) のMADムービーにて使用された、いわゆる「ぽぽたんダンス」は、PCゲーム版OP「いっちゃえ!ぽぽたん」の映像から使われたもので、本来は1、2秒程度のごく短いものである。『ぽぽたんPo!』『おしえて! ぽぽたん』に収録されている。
なお、PCゲーム初回版はOP曲は同一であるが映像が異なり「ぽぽたんダンス」は使用されていない。またアニメ版はOP曲・映像ともに全く異なるものが使用されている。